# 阿尔芒松河畔圣马丁
阿爾芒松河畔圣马丹（法語：Saint-Martin-sur-Armançon，法語發音：[sɛ̃ maʁtɛ̃ syʁ aʁmɑ̃sɔ̃]）是法国勃艮第-弗朗什-孔泰大区约讷省的一个市镇，位于该省东部，属于阿瓦隆区。

## 地理
阿尔芒松河畔圣马丹（47°52'21"N, 4°4'10"E）面积14.11 平方千米，位于法国勃艮第-弗朗什-孔泰大區约讷省，该省份为法国中北部内陆省份，西接卢瓦雷省，西北接塞纳-马恩省，南至涅夫勒省，东临科多尔省，东北与奥布省接壤。
与阿尔芒松河畔圣马丹接壤的市镇（或旧市镇、城区）包括：梅利塞、莫洛姆、唐莱、托雷、托内尔。
阿尔芒松河畔圣马丹的时区为UTC+01:00、UTC+02:00（夏令时）。

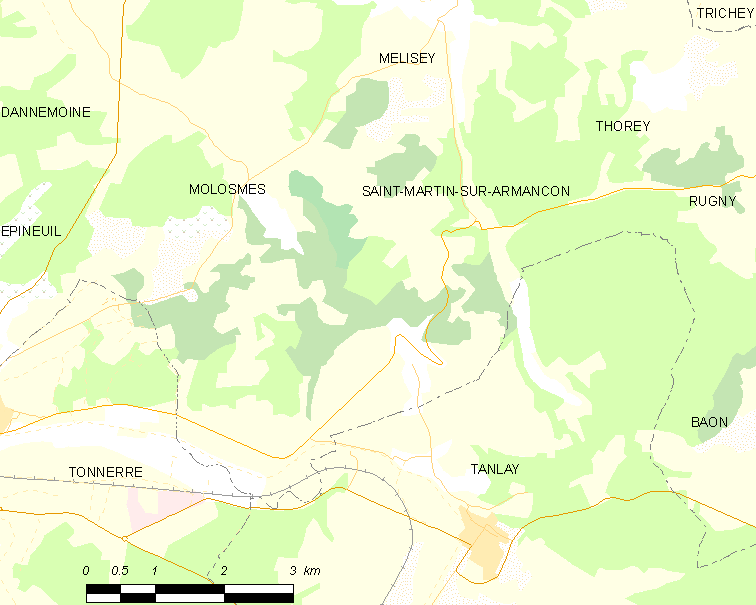
阿尔芒松河畔圣马丹的OSM定位图

## 行政
阿尔芒松河畔圣马丹的邮政编码为89700，INSEE市镇编码为89355。

## 政治
阿尔芒松河畔圣马丹所属的省级选区为托内鲁瓦县。

## 人口

1962-2008年间阿尔芒松河畔圣马丹人口变化图示

阿尔芒松河畔圣马丹于2022年1月1日时的人口数量为141人。